# Nepenthes sharifah-hapsahii
Nepenthes sharifah-hapsahii är en tvåhjärtbladig växtart som beskrevs av J.H. Adam och Hafiza. Nepenthes sharifah-hapsahii ingår i släktet Nepenthes och familjen Nepenthaceae. Inga underarter finns listade i Catalogue of Life.